# برناردو پرین

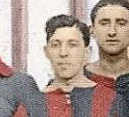
برناردو پرین - ۱۹۲۴

برناردو پرین (به ایتالیایی: Bernardo Perin) (۵ دسامبر ۱۸۹۷ – ۱۸ آوریل ۱۹۶۴) بازیکن فوتبال و اهل ایتالیا است که از سال ۱۹۲۱ میلادی عضو تیم ملی فوتبال ایتالیا بوده و در ۴ بازی ملی حضور داشته‌است. او در بازی‌های ملی‌اش گلی به ثمر نرساند.
برناردو پرین آخرین بازی ملی خود را در سال ۱۹۲۳ میلادی انجام داد.